# Eusocialita
Eusocialita u živočichů je takové společenské uspořádání, kdy v jednom hnízdě žije ve vzájemné pospolitosti a spolupráci více jedinců téhož druhu.

## Charakteristika
Eusocialita je vymezena následujícími rysy:
- Dospělí jedinci se starají společně o potomstvo.
- V jednom hnízdě spolu žijí alespoň dvě dospělé generace.
- Společnost hnízda je rozdělena na reprodukující se („královskou“) kastu a nereprodukující se („dělnickou“) kastu.
- Všichni jedinci jsou zcela oddáni celému superorganismu, chrání jej a dbají o jeho přežití.

| „                          | Zdá se, že za určitých okolností socialismus skutečně funguje. Karel Marx jenom pracoval se špatným druhem. | “ |
| — Cesta k mravencům, s. 18 | |   |

V současné době je vědcům známo asi 15 000 druhů živočichů, žijících v eusociálních společenstvích – asi 10 000 druhů mravenců, 2000 druhů termitů, zbytek tvoří včely, čmeláci, vosy, krevety a několik druhů savců – nejznámějšími jsou rypoš lysý a rypoš damarský. Zatímco všechny dosud známé druhy mravenců a termitů žijí v eusociálních společenstvích, u včel, vos a čmeláků je eusociální pouze menší část všech druhů. Termiti jsou nejstarším eusociálním hmyzem, vyvinuli se asi před 200 miliony let. Jako eusociální se jeví i některé druhy mšic, třásnokřídlých, korýšů, brouk Austroplatypus incompertus a i jiní členovci.
Eusociální druhy jsou obecně úspěšnější než ostatní druhy, ale fungování kolonie je náročnější na přírodní zdroje a pomalejší v rozmnožování a expanzi. To je důvodem, proč eusociální druhy zcela nevytlačily jiné živočichy.

## Evoluce
Společenský hmyz existoval nepochybně již v období pozdní jury (asi před 150 miliony let), jak dokládají objevy fosilních hnízdišť neznámých druhů eusociálních členovců v sedimentech souvrství Morrison na území státu Utah v USA.
První zástupci vysoce eusociálního hmyzu (vos, mravenců a včel) se objevují nejpozději na počátku pozdní křídy, asi před 100 miliony let. To dokazují zejména nálezy v barmském jantaru, staré zhruba 99 milionů let (věk cenoman).

## Sociální hmyz
Eusocialita je nejrozšířenější u řádů blanokřídlí (Hymenoptera, mravenci, včely a vosy), švábi (Blattodea) a termiti. Sociální jsou také třásněnky, mšice, 
a brouci.
Existují také četní sociální pavouci.
Pohlavně a funkčně specializované variace sociálního hmyzu jsou např. královna, dělnice, trubec, voják), ty se označují jako kasty. Královny a reprodukční samci přebírají role výhradních rozmnožovatelů, zatímco vojáci a dělníci spolupracují na vytvoření a udržení životní situace příznivé pro potomstvo. Královny produkují specifické feromony, aby vytvořily a udržely eusociální stav ve svých koloniích. Mohou také jíst vejce snesená jinými samicemi nebo uplatňovat dominanci bojem.
Francouzský biolog Pierre-Paul Grassé roku 1959 popsal mechanismus součinnosti termitů, jev je známý jako stigmergie. Sociální hmyz využívá chemikálie zvané feromony, aby vyznačoval svou stopu pro ostatní členy své komunity. Následující termiti nebo mravenci feromonovou stopu sledují a dalším uvolňováním feromonu ji posilují. Tím spontánně vzniká koordinované skupinové chování na vyšší úrovni, například typické mravenčí cestičky, aniž by bylo potřeba hmyz koordinovat a řídit zvenčí.